# Lecanurius kossmannianus
Lecanurius kossmannianus is een eenoogkreeftjessoort uit de familie van de Synapticolidae. De wetenschappelijke naam van de soort is voor het eerst geldig gepubliceerd in 1968 door Humes.